# 16e cérémonie des Los Angeles Film Critics Association Awards
La 16e cérémonie des Los Angeles Film Critics Association Awards (LAFCA Awards), décernés par la Los Angeles Film Critics Association, a eu lieu le 16 décembre 1990, et a récompensé les films réalisés dans l'année. Le film Les Affranchis (Goodfellas) remporte cinq prix pour cinq nominations, dont celle du meilleur réalisateur pour Martin Scorsese.

## Palmarès
Note : la LAFCA décerne deux prix dans chaque catégorie ; le premier prix est indiqué en gras.

### Meilleur film
- Les Affranchis (Goodfellas)
  - Danse avec les loups (Dances with Wolves)

### Meilleur réalisateur
- Martin Scorsese pour Les Affranchis (Goodfellas)
  - Kevin Costner pour Danse avec les loups (Dances with Wolves)

### Meilleur acteur
- Jeremy Irons pour ses rôles dans Le Mystère von Bülow (Reversal of Fortune)
  - Philippe Noiret pour son rôle dans La Vie et rien d'autre

### Meilleure actrice
- Anjelica Huston pour ses rôles dans Les Arnaqueurs (The Grifters) et Les Sorcières (The Witches)
  - Joanne Woodward pour son rôle dans Mr and Mrs Bridge

### Meilleur acteur dans un second rôle
- Joe Pesci pour son rôle dans Les Affranchis (Goodfellas)
  - Bruce Davison pour son rôle dans Un compagnon de longue date (Longtime Companion)

### Meilleure actrice dans un second rôle
- Lorraine Bracco pour son rôle dans Les Affranchis (Goodfellas)
  - Dianne Wiest pour son rôle dans Edward aux mains d'argent (Edward Scissorhands)

### Meilleur scénario
- Tendres Passions (Terms of Endearment) – Nicholas Kazan
  - To Sleep with Anger – Charles Burnett

### Meilleure photographie
- Les Affranchis (Goodfellas) – Michael Ballhaus
  - Un thé au Sahara (The Sheltering Sky) – Vittorio Storaro

### Meilleure musique de film
- Un thé au Sahara (The Sheltering Sky) – Richard Horowitz et Ryuichi Sakamoto
  - Avalon – Randy Newman

### Meilleur film en langue étrangère
- La Vie et rien d'autre  France
  - Cyrano de Bergerac de Jean-Paul Rappeneau  France

### Meilleur film d'animation
- Bernard et Bianca au pays des kangourous (The Rescuers Down Unders)

### Meilleur film documentaire
(ex æquo)
- Paris Is Burning de Jennie Livingston
  - Pictures of the Old World (Obrazy starého sveta) de Dušan Hanák

### New Generation Award
- Jane Campion

### Career Achievement Award
(ex æquo)
- Blake Edwards
- Chuck Jones

### Experimental/Independent Film/Video Award
- Marlon Riggs – Tongues United

### Prix spécial
- Charles Burnett pour son film To Sleep with Anger.